# Det norske Studentersamfund

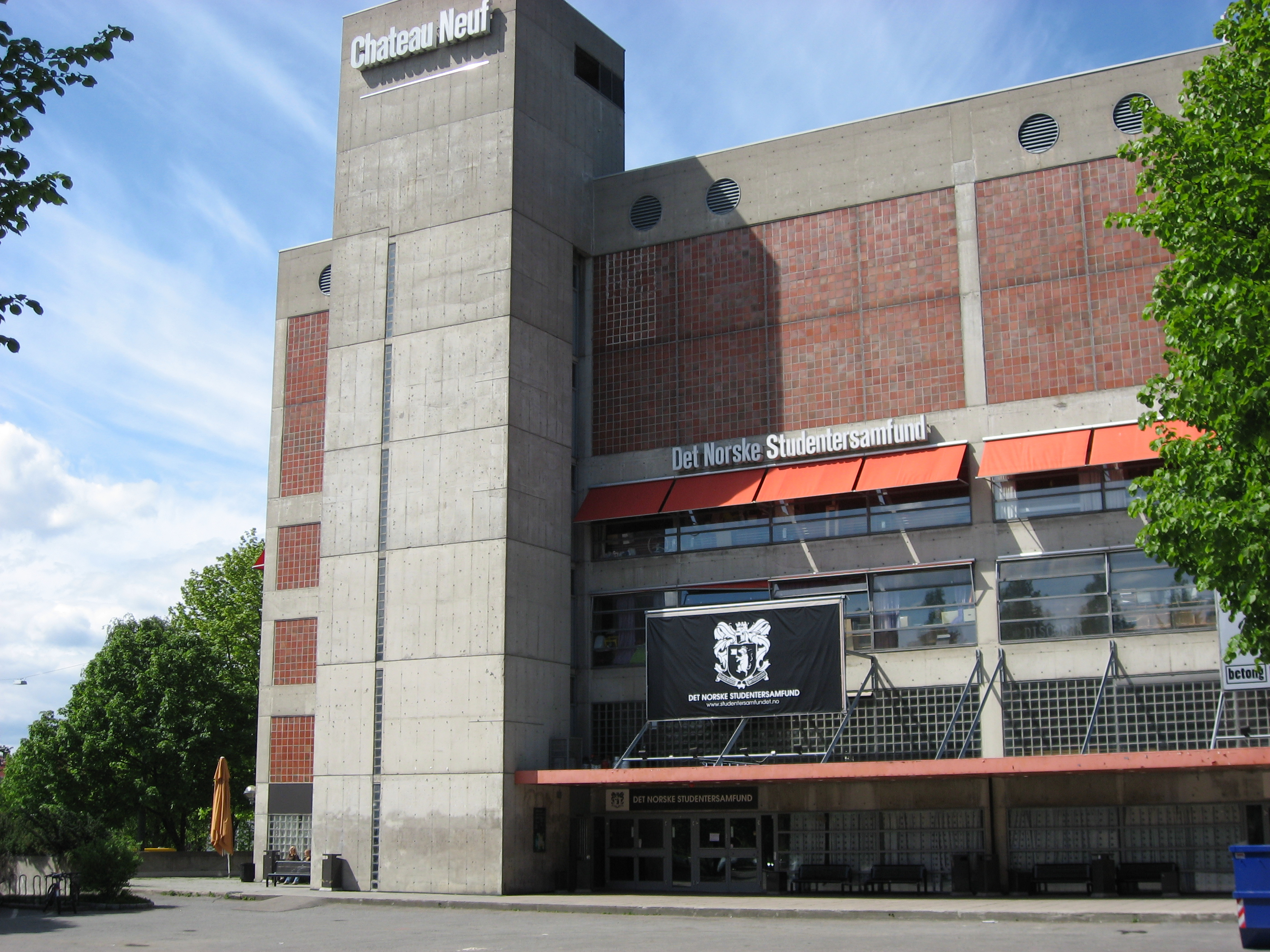
Das Chateau Neuf ist das kulturelle Zentrum und die Heimat der Studentenorganisation. Das Gebäude wurde im Jahr 1971 fertiggestellt.

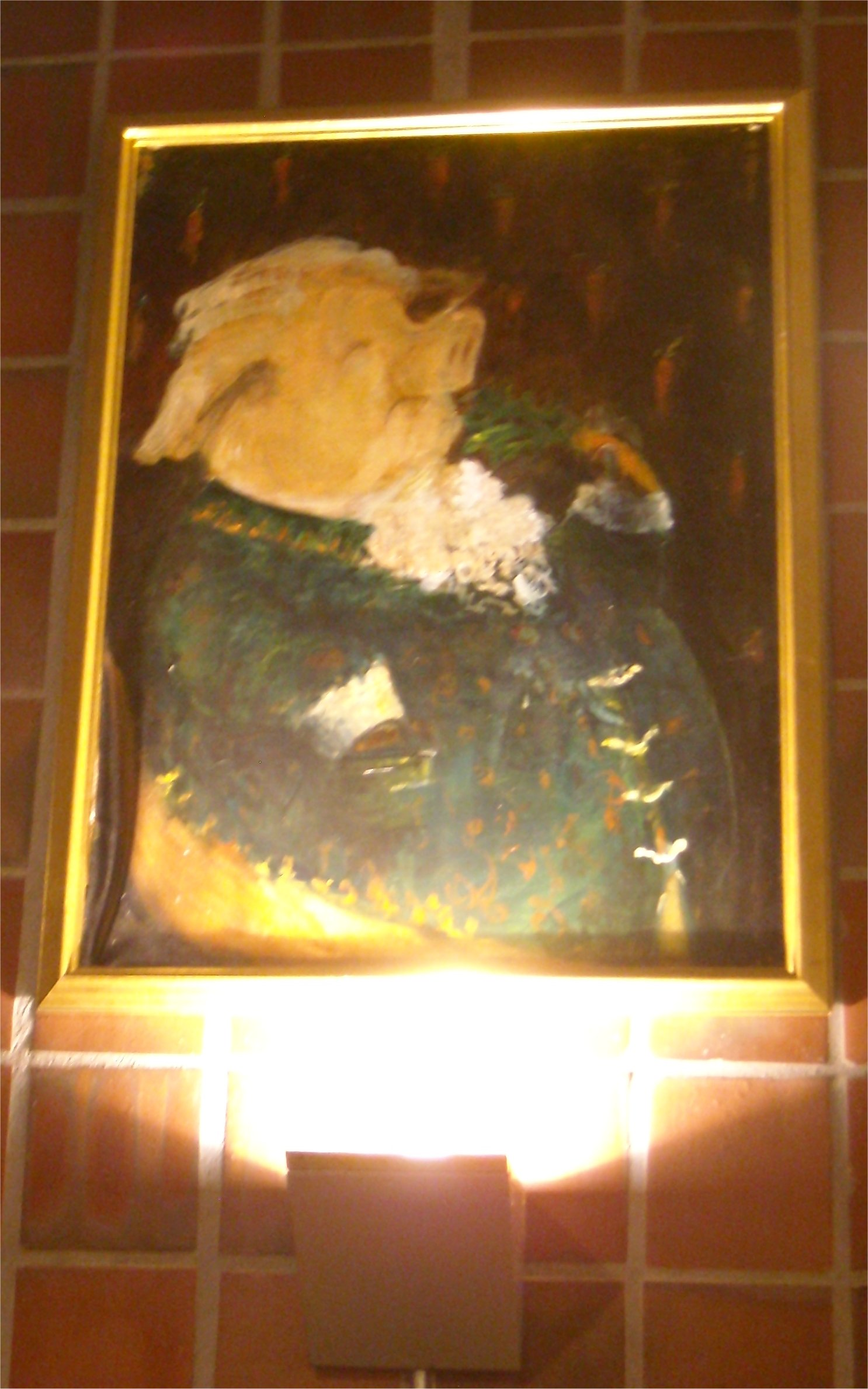
Gemälde in der Bibliothek des Chateau Neuf der Studentenorganisation Det Norske Studentersamfund.

Det Norske Studentersamfund (DNS, deutsch: Der norwegische Studentenverein) ist eine norwegische Studentenorganisation in Oslo. Er wurde am 2. Oktober 1813 in Christiania gegründet und ist damit die älteste Studentenorganisation in Norwegen. Ihren Sitz hat sie im sogenannten Chateau Neuf, ein Gebäude im Stadtviertel Majorstuen.

## Geschichte
Det Norske Studentersamfund wurde von 17 Studenten an der Universität Oslo am 2. Oktober 1813 gegründet. In der ersten Zeit trafen sich die Studenten aufgrund der geringen Größe noch bei Mitgliedern der Studentenorganisation. Als die Studentenorganisation größer wurde, wurden eigene Räume gemietet.
Die Studentenorganisation arbeitete einige Jahre als geschlossener literarischer Verein, im Jahr 1820 wurde sie für alle Absolventen, die beitreten wollten, geöffnet und war somit auch eine Organisation, die alle Studenten vertreten konnte.
Im Jahr 1861 eröffnete die Studentenorganisation in Universitetsgaten 26 ihr eigenes Gebäude. Dies wurde alleine durch Spenden und freiwillige Beiträge finanziert. Das Gebäude wurde im Jahr 1918 verkauft. Nach vielen Jahren Kampagnen zum Bau eines neuen Gebäudes wurde Chateau Neuf im Jahr 1971 eröffnet und ist heute der Sitz des Det Norske Studentersamfund, in dem auch kulturelle Veranstaltungen stattfinden.